# Mubarak Al Rumaihi
Mubarak Yousuf Al Rumaihi (arabisch مبارك يوسف الرميحي, * 1. Januar 1984) ist ein Springreiter aus Katar.
Über seinen Vater hatte Mubarak Al Rumaihi früh Kontakt zu Pferden: Dieser betrieb in Syrien ein Gestüt für Araberpferde und wurde später Präsident des Katarischen Pferdesportverbands. Im Alter von 11 Jahren begann Mubarak Al Rumaihi in Doha mit dem Reiten und spezialisierte sich in Folge auf das Springreiten. Sein älterer Bruder Ali Al Rumaihi ist ebenso als Springreiter aktiv.
2010 belegte er bei den Asienspielen im Einzel und mit der Mannschaft jeweils den vierten Rang. Im Folgejahr gewann er mit der katarischen Mannschaft bei Panarabischen Spielen die Silbermedaille. Er ritt hier dem Wallach Casanova, den er keine zwei Monate zuvor von Christina Liebherr übernommen hatte.
In den Jahren 2013 und 2014 war er mehrmals Teil katarischer Mannschaften bei Nationenpreisen. Im Mai 2013 befand er sich auf Platz 331 der Weltrangliste.

## Erfolge
- Weltreiterspiele:
  - 2010, Lexington KY: mit Castiglione L 74. Platz im Einzel und 26. Platz mit der Mannschaft

- Asienspiele:
  - 2010, Guangzhou: mit Castiglione L 4. Platz im Einzel und 4. Platz mit der Mannschaft
- Panarabische Spiele:
  - 2011, Doha: mit Casanova 14. Platz im Einzel und 2. Platz mit der Mannschaft

## Pferde (Auszug)
aktuelle Turnierpferde:
- Castiglione L (* 1999), brauner Oldenburger Hengst, Vater: Contender, Muttervater: Argentinus, Besitzer: Qatar Equestrian Federation, bis Sommer 2010 von Andrzej Lemański geritten[4]

ehemalige Turnierpferde von Mubarak Al Rumaihi:
- L.B. Casanova (* 1997), Holsteiner, brauner Wallach, Vater: Cadillac, Muttervater: Casino Boy, Besitzer: Qatar Armed Forces; bis Anfang November 2011 von Christina Liebherr geritten, zwischenzeitlich auch unter Ali bin Chalid Al Thani im Sport, 2014 von Hamad Al-Attiyah geritten[5]
- Naomi 241 (* 1998), Schimmelstute, Vater: Cento, Muttervater: Sitanni, Besitzer: Qatar Armed Forces; zuvor unter anderem von Nick Skelton, David McPherson und Helena Stormanns geritten, von Januar 2011 bis 2014 von Mubarak Al Rumaihi im Sport vorgestellt[6]